# Songs About My Extraordinary Gal and Her Friends
Songs About My Extraordinary Gal and Her Friends è un album discografico a nome Lawrence Welk and His Champagne Music, pubblicato dalla casa discografica Coral Records nel febbraio del 1952.

## Tracce

### LP
Lato A
1. My Extraordinary Gal – 2:25 (musica: Terry Shand)
2. Irene – 2:08 (testo: Joseph McCarthy – musica: Harry Tierney)
3. Dolores – 2:46 (Frank Loesser, Louis Alter)
4. Emaline – 2:27 (testo: Mitchell Parish – musica: Frank Perkins)

Lato B
1. Annabelle (testo: Mitchell Parish – musica: Wayne King, Burke Bivens)
2. Mary Lou (musica: Abe Lyman, George Waggner, J. Russel Robinson)
3. Louise – 2:27 (testo: Leo Robin – musica: Richard A. Whiting)
4. Sweet Eloise – 2:27 (testo: Mack David – musica: Russ Morgan)

- Tutti i brani sono strumentali

## Musicisti
- Lawrence Welk – direttore d'orchestra
- Componenti dell'orchestra non accreditati